# Cohors I Delmatarum (Dalmatia)

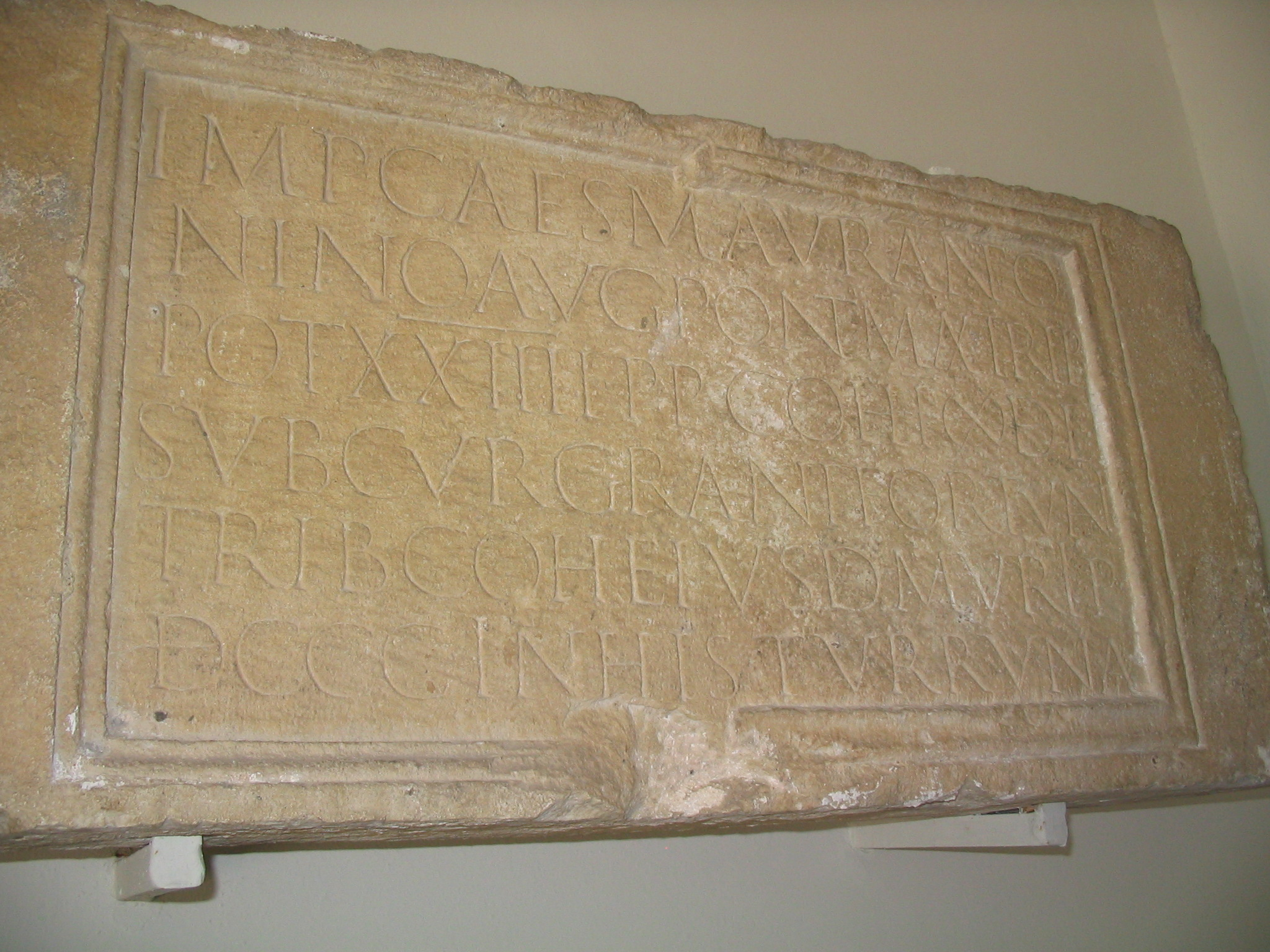
Bauinschrift des Granius Fortunatus

Die Cohors I Delmatarum (bzw. Dalmatarum) [milliaria] (deutsch 1. Kohorte der Delmater (bzw. Dalmater) [1000 Mann]) war eine römische Auxiliareinheit. Sie ist durch Inschriften belegt.

## Namensbestandteile
- Delmatarum bzw. Dalmatarum: der Delmater. Die Soldaten der Kohorte wurden bei Aufstellung der Einheit aus dem illyrischen Stamm der Delmater auf dem Gebiet der römischen Provinz Dalmatia rekrutiert. In den Inschriften finden sich beide Namensvarianten.

- milliaria: 1000 Mann. Je nachdem, ob es sich um eine Infanterie-Kohorte (Cohors milliaria peditata) oder einen gemischten Verband aus Infanterie und Kavallerie (Cohors milliaria equitata) handelt, lag die Sollstärke der Einheit entweder bei 800 oder 1040 Mann. In den Inschriften wird zum Teil statt milliaria das Zeichen {\displaystyle \infty } verwendet.

Da es keine Hinweise auf den Namenszusatz equitata (teilberitten) gibt, ist davon auszugehen, dass es sich um eine reine Infanterie-Kohorte (Cohors milliaria peditata) handelt. Die Sollstärke der Einheit lag daher bei 800 Mann, bestehend aus 10 Centurien mit jeweils 80 Mann.

## Geschichte
Der erste Nachweis der Einheit in der Provinz Dalmatia beruht auf einer Bauinschrift, die in Salona gefunden wurde und die auf 170 n. Chr. datiert ist. Die Kohorte war vermutlich dauerhaft in Dalmatia stationiert und diente möglicherweise als Ausbildungseinheit für neue Rekruten, bevor diese nach der Ausbildung zu anderen Einheiten in den Grenzprovinzen geschickt wurden.
Aus einer weiteren Inschrift, die auf 200 datiert ist, geht hervor, dass die Kohorte unter der Leitung des Tribunen T. Flavius Fabia Geminius an einem Feldzug des Septimius Severus gegen die Parther teilnahm.

## Standorte
Standorte der Kohorte in Dalmatia waren möglicherweise:
- Salona: Die Kohorte war um 170 n. Chr. mit dem Bau einer Mauer und eines Turmes in Salona beauftragt, wie aus der Inschrift (CIL 3, 1979) hervorgeht.

## Angehörige der Kohorte
Folgende Angehörige der Kohorte sind bekannt.

### Kommandeure
| - C(aius) Iul(ius) Rufus, ein Tribun (CIL 3, 8353) - G. Sacconius Varro, ein Tribun (CIL 5, 707) | - Granius Fortunatus, ein Tribun (um 170) (CIL 3, 1979) - T. Flavius Fabia Geminius, ein Tribun (um 200) (AE 1995, 1021) |

### Sonstige
| - L(ucius) Titi[.]nus, ein Centurio (AE 1989, 612) - M. Aur(elius) Varro, ein Veteran (CIL 3, 8731) - Surus Victoris, ein Soldat (CIL 3, 14700) | - T. Aurelius Apollonius, ein Centurio (CIL 3, 2006) - T. Statius Crispinus, ein dec(urio) eq(uitum) (CIL 3, 8335) - Val(erius) Menophil[us], ein Centurio (CIL 3, 9829) |

## Weitere Kohorten mit der BezeichnungCohors I Delmatarum
Es gab noch eine weitere Kohorte, die Cohors I Delmatarum (Britannia), die in der Provinz Britannia stationiert war.